# 赤井勝
赤井 勝（あかい まさる、1965年 - ）は、自らを「花人（かじん）」と称する、フラワーデザイナー。大阪生まれ。ワタナベエンターテインメント所属。

## 活動
- 2001年
  - 在大阪ロシア連邦総領事館装花担当
- 2002年
  - (株)電通本社ビル「光の庭」プロデュース[1]
- 2004年
  - ウクライナ大使館主催「赤井勝装花の会」を開催　
  - 各国大使夫妻、島津貴子（元・清宮貴子内親王）夫妻らを迎えた「赤井勝装花の会クリスマスナイト」開催
- 2005年
  - エジプト政府観光省主催イベントの装花担当
  - アルゼンチン大使館主催「サロンコンサート　魅惑のタンゴ」会場装花プロデュース
- 2006年
  - Japan-Latin Ladies Association」加盟の大使夫人諸姉の「花の教室」を主催
  - ハウステンボス「GALA FLORA 2006 7人の薔薇の騎士たち」に選出
  - 在日ボリビア大使館共催によるファッションショー「Baby Alpaca Show (ベビー・アルパカ・ショー)」の装花担当
- 2007年
  - 「アンフォンテーヌ表参道ブティック」にて個展「MASARU AKAI装花展」を開催
- 2008年
  - 7月8日　北海道洞爺湖サミット　～配偶者プログラム～　各国首脳夫人のランチ会場の装花  （会場：レストラン・マッカリーナ）
  - 7月28日　NTTドコモ　クリエイティブキッズ 「お花と話そう！」出演  （会場：東京ディズニーランドホテル）

## 顕彰
- 2002年　聖スタニスラフ国際勲章　セカンドクラス受勲[2]
- 2004年　ウクライナ国際芸術評議会より「黄金の未来賞」受賞[2]
- 2024年　文化庁長官特別表彰[3]

## 出演
- 1230アッと!!ハマランチョ（テレビ神奈川）
- 株式会社オー・エム・コーポレーション　“What is DESIGN” テレビCMシリーズ（2007年8月～12月）
- 情熱大陸（TBSテレビ）（2019年4月7日）
- 探偵!ナイトスクープ（ABC、2019年10月11日、顧問として）[4]
- あさイチ（NHK）
- ゆうどきネットワーク（NHK)
- 人生が変わる1分間の深イイ話（日本テレビ）
- 天才！志村どうぶつ園（日本テレビ）
- スッキリ（日本テレビ）
- 林先生が驚く初耳学!（TBSテレビ）
- サタデープラス（MBS）
- ボクらの時代「林修×武井壮×赤井勝」（フジテレビ）
- ポツンと一軒家（テレビ朝日）2023年3月5日放送
- ぽかぽか フラワーアーティスト赤井勝の愛をこめて花束を（フジテレビ）